# 郭本瑜
郭本瑜（1942年—2016年5月5日），男，浙江宁波人，中国计算数学家，上海师范大学教授，曾任上海科学技术大学校长，上海大学教授、常务副校长，中国残疾人联合会副主席，第九、十届全国政协委员。